# دائرة شلالة العذاورة

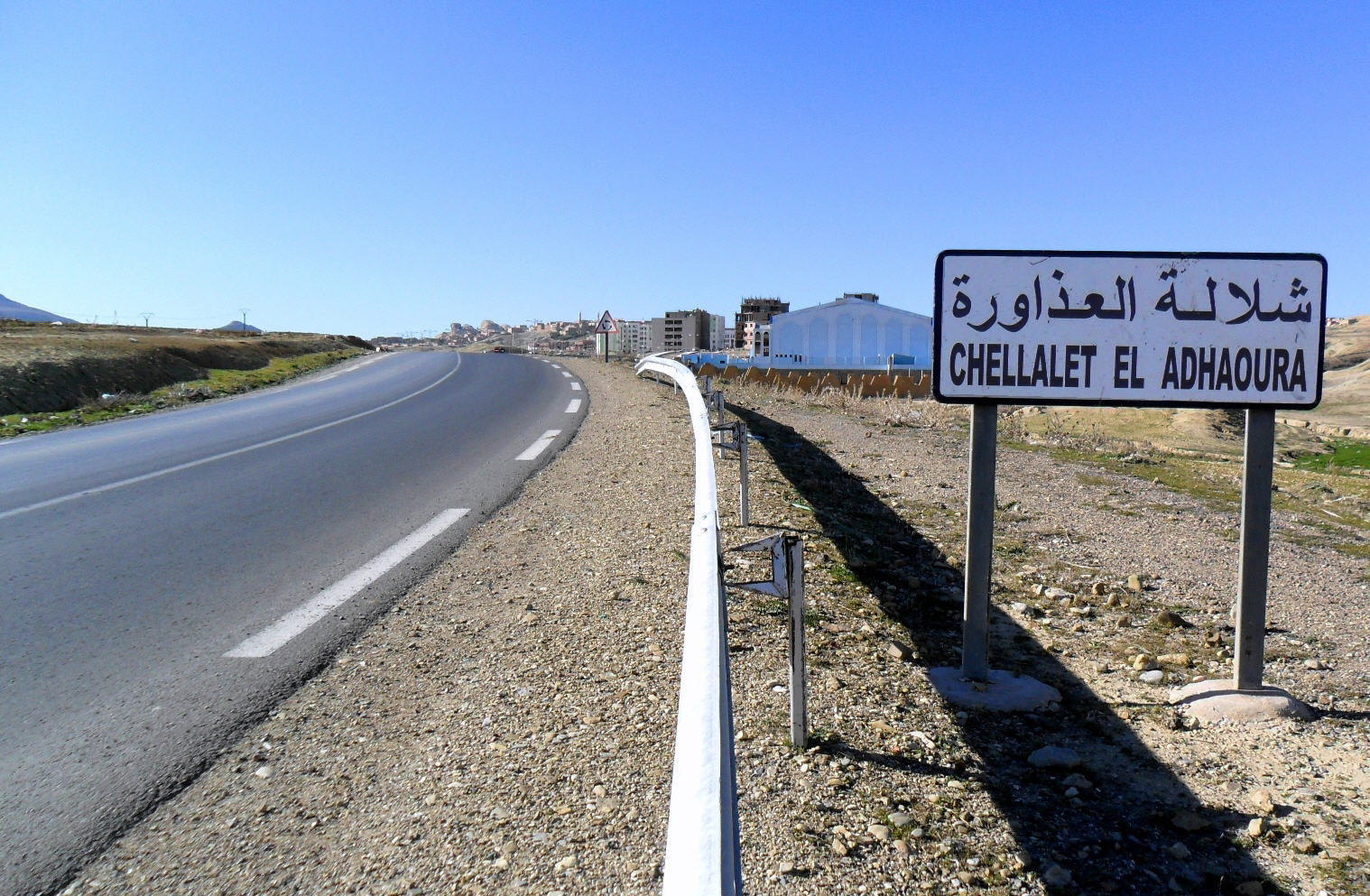
Chellalet el adhaoura

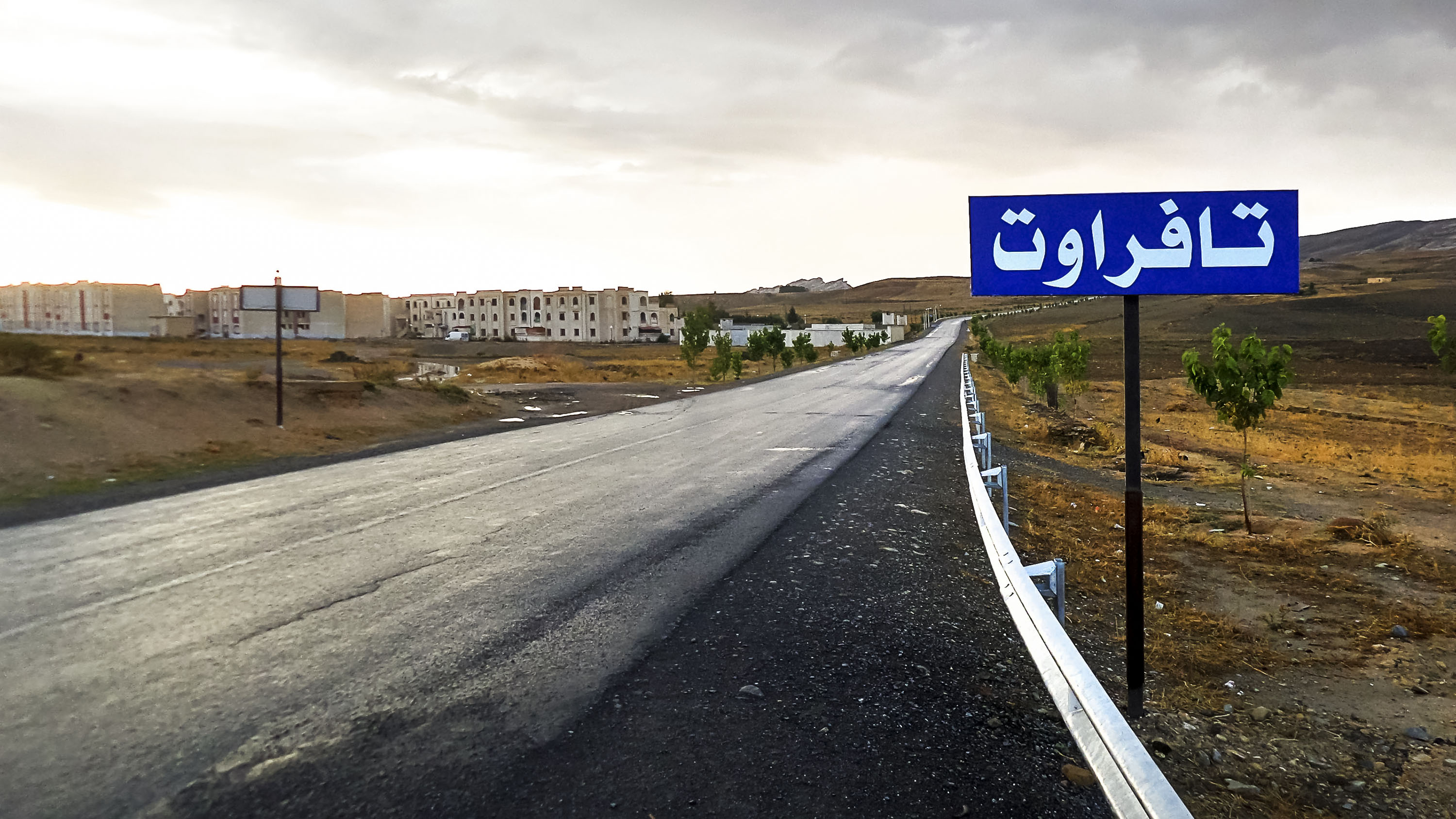
بلدية تافراوت

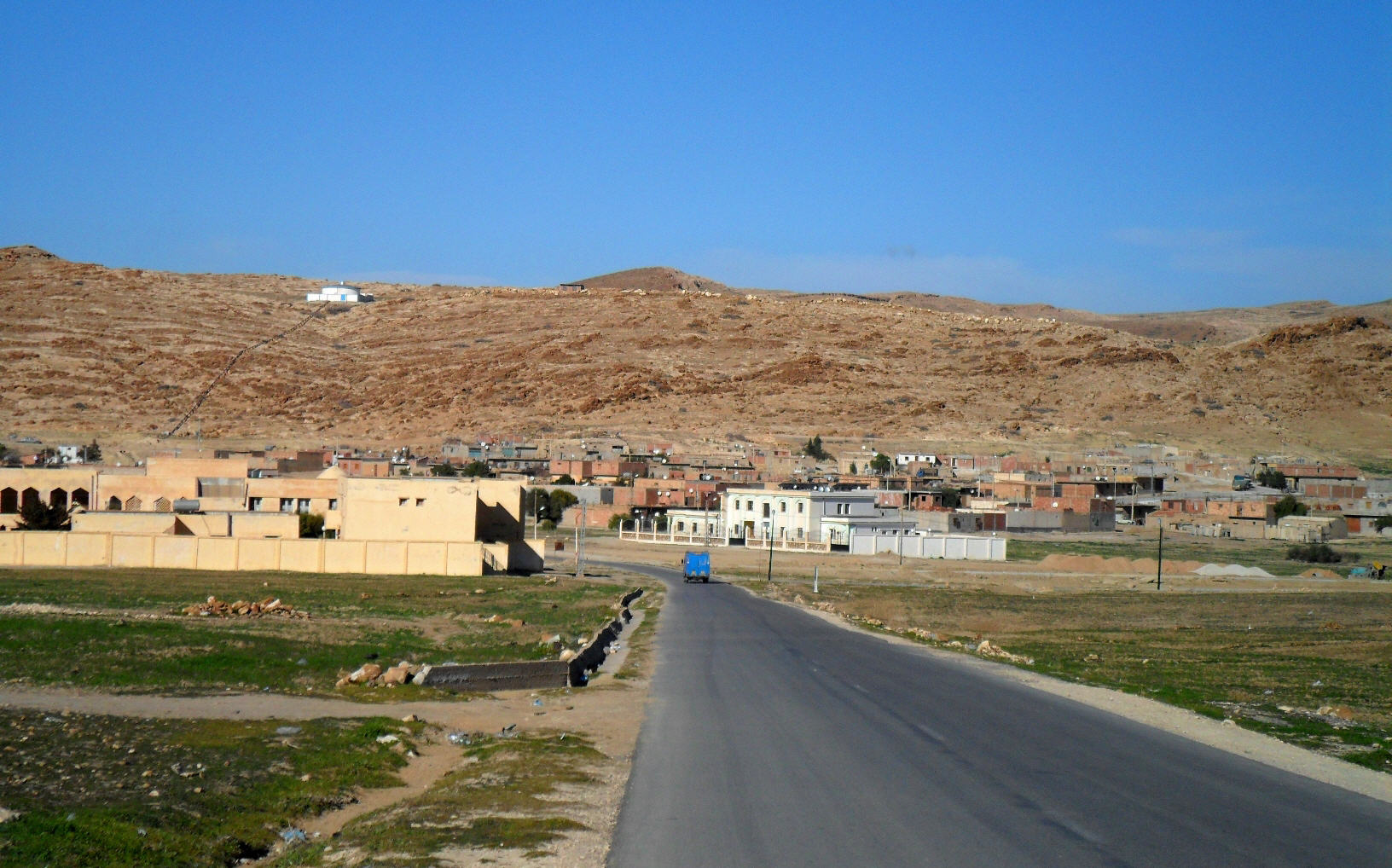
بلدية عين قصير

دائرة شلالة العذاورة عروس التيطري و مدينة الشلالات ، إحدى دوائر ولاية المدية الجزائرية . عاصمتها هي شلالة العذاورة وتضم بلديات :

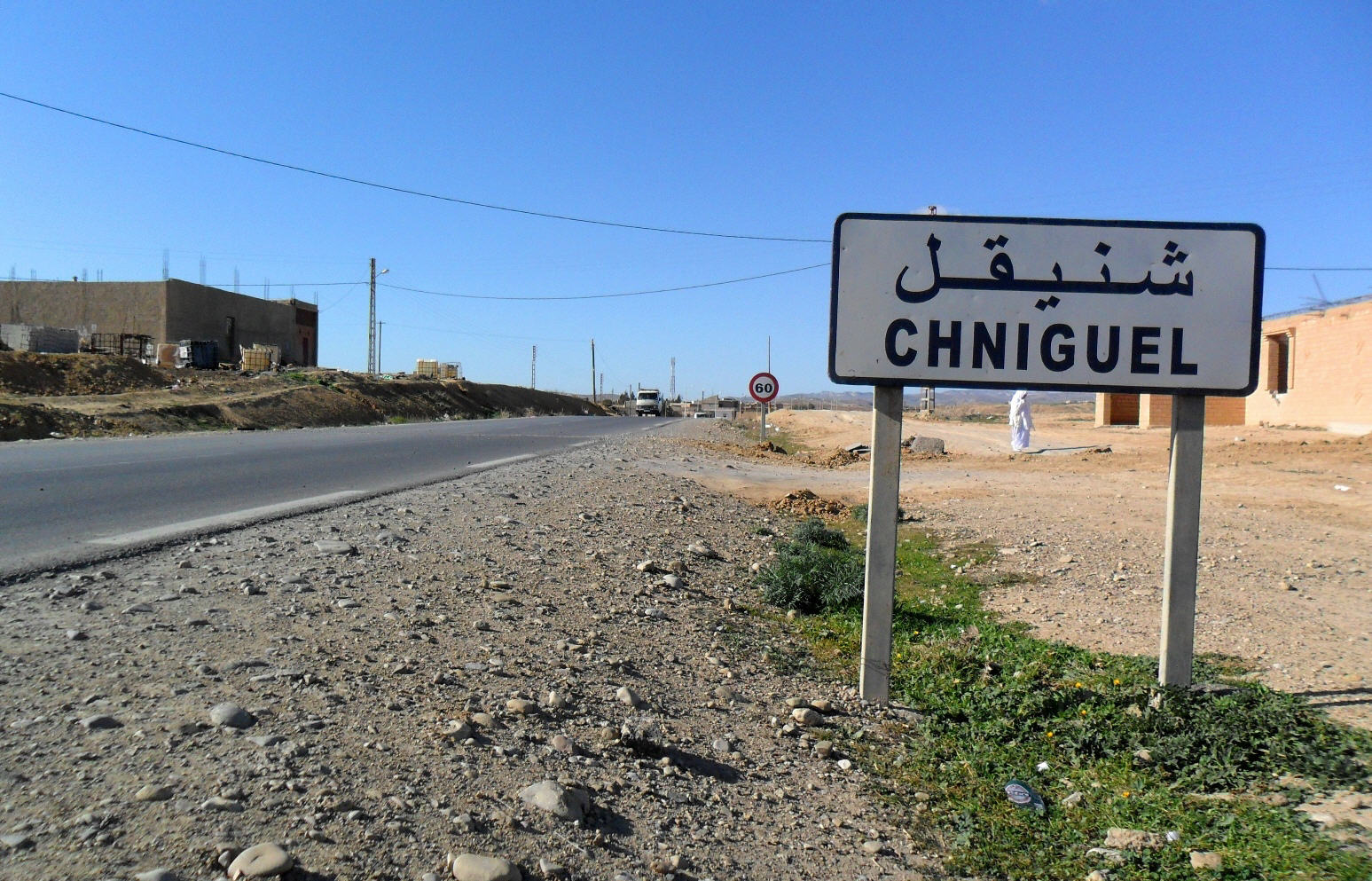
بلدية شنيقل

- شلالة العذاورة
- شنيقل
- تافراوت
- بلدية شنيقلعين القصيرChellalet el adhaouraبلدية تافراوتبلدية عين قصير

## الموقع
تقع دائرة شلالة العذاورة في الجنوب الشرقي للولاية على الحدود مع ولاية البويرة وولاية المسيلة وولاية الجلفة. وتبعد عن مقر الولاية بمسافة 110 كلم. تحدها ستة دوائر هي: سيدي عيسى من الشرق، عين بوسف من الغرب، السواقي من الشمال، عين الحجل من الجنوب، سور الغزلان من الشمال الشرقي، البيرين من الجنوب الغربي.
تحتل موقعاً ممتازاً في الهضاب العليا بين ولايات المدية والبويرة والمسيلة والجلفة مما يؤهلها للعب دور محوري. من أحيائها الكبرى حي كاف الطير وحي الزعترية. ومن أعلامها المجاهد محمد بن قويدر رئيس فرقة الخيالة في دولة الأمير عبد القادر والوزير الأسبق في حكومة هواري بومدين الأستاذ المفكر مصطفى الأشرف والشهيد بولبداوي المختار.
مدينة شلالة العذاورة تبعد عن ولاية المدية باكثر من 100كم لديها عدة عوامل تؤهلها لترقيتها إلى ولاية من بينها العامل الجغرافي فهي تتوسط 10دوائر ( 38 بلدية / 600000 نسمة ) هي سيدي عيسى عين الحجل البيرين حد الصحاري عين بوسيف السواقي بني سليمان القلب الكبير سورالغزلان برج خريص
وهذه الدوائر متكاملة اقتصاديا وثقافيا يمكن ان تشكل ولاية متماسكة وذات فعالية
كما ان دائرة شلالة العذاورة ذات كثافة سكانية عالية وتقع قي نقطة تلاقي ولايات المدية المسيلة البويرة الجلفة وهي متباعدة باكثر من 200كم .
علما أن الولاية ليست مدينة فقط بل إقليم فيه 25 بلدية على الأقل .. ونحن نريد تقريب الإدارة من المواطن سواء كانت الولاية في الشلالة أو في غيرها .. والجغرافيا هي الحكم .
مدينة شلالة العذاورة تحتوي على كافة الامتيازات والخصائص التي تؤهلها لأن تكون قطبا فاعلا في التنمية الوطنية، ومن ضمن هذه المؤهلات نجد الكثافة السكانية العالية والموقع الاستراتيجي والثروات الطبيعية والفلاحية والموارد المائية و المواقع السياحية التي تزخر بها المنطقة إلى جانب أنها تمتلك إرثا تاريخيا كبيرا كونها قلعة الثوار ومهد الثورة الشعبية للقائد الفذ بوبغلة والشيخ محمد بن قويدروأما لعمالقة الجزائر منهم المفكر مصطفى الاشرف، كما أنها ذات موقع استراتيجي هام ولها إمكانيات كبيرة في مختلف الميادين .